# Stará Turá
Stará Turá (alemany Altturn, hongarès Ótura) és una ciutat d'Eslovàquia occidental a la regió de Trenčín, a la frontera amb Txèquia. El 2021 tenia 8.565 habitants. El 1965 va obtenir l'estatut de ciutat.

## Història
La primera menció escrita de la vila es remunta al 1392.

## Demografia
| Godina             | 1994   | 2004   | 2014   | 2024   |
| ------------------ | ------ | ------ | ------ | ------ |
| Nombre de persones | 10.692 | 10.073 | 9172   | 8259   |
| Diferència         |        | −5,78% | −8,94% | −9,95% |

| Godina             | 2023 | 2024   |
| ------------------ | ---- | ------ |
| Nombre de persones | 8379 | 8259   |
| Diferència         |      | −1,43% |

## Ciutats agermanades
- Kunovice, República Txeca